# Strangalia xanthotela
Strangalia xanthotela là một loài bọ cánh cứng trong họ Cerambycidae.